# Fel (Orne)
Pour les articles homonymes, voir Fel.
Fel est une ancienne commune française, située dans le département de l'Orne en région Normandie, peuplée de 271 habitants (les Félois), devenue le 1er janvier 2017 une commune déléguée au sein de la commune nouvelle de Gouffern en Auge.

## Géographie
Couvrant 702 hectares, le territoire de Fel est le moins étendu du canton d'Exmes.
| Aubry-en-Exmes         | Chambois               | Omméel     |
| Aubry-en-Exmes         | Fel                    | Villebadin |
| Le Bourg-Saint-Léonard | Le Bourg-Saint-Léonard | Villebadin |

## Toponymie
Albert Dauzat et René Lepelley qui ne citent pas de formes anciennes ont chacun d'entre eux une interprétation différente du toponyme,. Le premier qui ne connaît vraisemblablement pas de forme ancienne, puisqu'il les cite quand c'est le cas, propose sans grande conviction un nom de personne germanique Filo pris absolument et que l'on rencontrerait dans Felcourt. Le second qui ne cite jamais de forme ancienne, mais qui en connaît peut-être, propose sans hésiter le germanique feldu « champ, plaine » (comprendre germanique occidental *felþu, non attesté, > vieux saxon feld, vieux bas francique *felt).

## Histoire
En août 1944, lors de l'épisode de la poche de Falaise, le village de Fel est sur le « couloir de la mort » dans lequel les Polonais combattent. Le village est libéré en même temps que Chambois.

## Politique et administration
| Période                                  | Période       | Identité         | Étiquette | Qualité                             |
| ---------------------------------------- | ------------- | ---------------- | --------- | ----------------------------------- |
| Les données manquantes sont à compléter. |               |                  |           |                                     |
| ca. 1945                                 |               | Gustave Garnier  | Rad.      | Propriétaire                        |
| ca. 1952                                 |               | Louis Morel      |           |                                     |
| avant 1972                               | 1980          | Eddy Rich        |           |                                     |
| 1980                                     | mars 2001     | Claude Houlette  | SE        | Régisseur agricole, maire honoraire |
| mars 2001                                | décembre 2016 | Christophe Couvé | SE        | Chef d'entreprise agricole          |

Le conseil municipal était composé de onze membres dont le maire et deux adjoints.

## Démographie
L'évolution du nombre d'habitants est connue à travers les recensements de la population effectués dans la commune depuis 1793. À partir du 1er janvier 2009, les populations légales des communes sont publiées annuellement dans le cadre d'un recensement qui repose désormais sur une collecte d'information annuelle, concernant successivement tous les territoires communaux au cours d'une période de cinq ans. 
Pour les communes de moins de 10 000 habitants, une enquête de recensement portant sur toute la population est réalisée tous les cinq ans, les populations légales des années intermédiaires étant quant à elles estimées par interpolation ou extrapolation. Pour la commune, le premier recensement exhaustif entrant dans le cadre du nouveau dispositif a été réalisé en 2008,.
En 2021, la commune comptait 271 habitants, en évolution de +5,04 % par rapport à 2015 (Orne : −1,53 %, France hors Mayotte : +2,49 %).
Fel a compté jusqu'à 458 habitants en 1821.
| 1793 | 1800 | 1806 | 1821 | 1836 | 1841 | 1846 | 1851 | 1856 |
| ---- | ---- | ---- | ---- | ---- | ---- | ---- | ---- | ---- |
| 387  | 352  | 417  | 458  | 425  | 407  | 424  | 381  | 329  |

| 1861 | 1866 | 1872 | 1876 | 1881 | 1886 | 1891 | 1896 | 1901 |
| ---- | ---- | ---- | ---- | ---- | ---- | ---- | ---- | ---- |
| 326  | 307  | 306  | 309  | 308  | 287  | 276  | 228  | 255  |

| 1906 | 1911 | 1921 | 1926 | 1931 | 1936 | 1946 | 1954 | 1962 |
| ---- | ---- | ---- | ---- | ---- | ---- | ---- | ---- | ---- |
| 227  | 223  | 255  | 259  | 245  | 248  | 298  | 279  | 332  |

| 1968 | 1975 | 1982 | 1990 | 1999 | 2008 | 2013 | 2018 | 2020 |
| ---- | ---- | ---- | ---- | ---- | ---- | ---- | ---- | ---- |
| 310  | 295  | 269  | 266  | 252  | 265  | 264  | 275  | 273  |

## Lieux et monuments
- Église Saint-Médard (XIIe siècle).
- Château de Fel (XVe siècle).
- Manoir des Remises (XVIIe siècle).

## Personnalités liées à la commune
- Victor Paysant (1841 à Fel - 1921), ecclésiastique, artisan de l'église vivante et parlante, à Ménil-Gondouin.